# رولز-رویس نن
رولز-رویس نن (به انگلیسی: Rolls-Royce Nene) یک موتور هواگرد ساختِ کارخانهٔ رولز-رویس لیمیتد در کشور بریتانیا است.